# Jason Morris
Jason Morris est un judoka américain né le 3 février 1967.

## Biographie
Il dispute les Jeux olympiques d'été de 1992 à Barcelone où il remporte une médaille d'argent.

## Palmarès

### Jeux olympiques
- Jeux olympiques d'été de 1992 à Barcelone
  -  Médaille d'argent en -78 kg[1]

### Championnats du monde
- Championnats du monde de judo 1995
  -  Médaille de bronze en -78 kg